# Dos Arroyos, Oaxaca
Dos Arroyos är en ort i Mexiko.   Den ligger i kommunen Santa María Chimalapa och delstaten Oaxaca, i den sydöstra delen av landet, 500 km sydost om huvudstaden Mexico City. Dos Arroyos ligger 216 meter över havet och antalet invånare är 170.
Terrängen runt Dos Arroyos är kuperad åt sydost, men åt nordväst är den platt.  Trakten runt Dos Arroyos är nära nog obefolkad, med mindre än två invånare per kvadratkilometer. Närmaste större samhälle är Plan de Arroyo, 8,3 km norr om Dos Arroyos. I omgivningarna runt Dos Arroyos växer i huvudsak städsegrön lövskog.